# رحمت شمس الدين
رحمت شمس الدين هو لاعب كرة قدم إندونيسي في مركز الهجوم، ولد في 28 مايو 1988. شارك مع منتخب إندونيسيا لكرة القدم. أما مع النوادي، فقد لعب مع PSM Makassar ‏.